# Spolek znalců
Spolek znalců je český nekomerční spolek, sdružující soudní znalce České republiky všech oborů.

## Členství
Členem Spolku znalců se může stát pouze soudní znalec, jmenovaný na základě zákona o znalcích, znaleckých kancelářích a znaleckých ústavech, zapsaný v seznamu znalců. Na rozdíl od jiných spolků (např. Komora soudních znalců ČR) se jedná o čistě svobodné a nekomerční sdružení, kde členství není podmíněno pravidelnou platbou členských příspěvků.

## Cíle
Cílem Spolku znalců je zejména přispívat ke zkvalitnění a rozvoji znalecké činnosti. Jedná se státními orgány, soudy, jinými institucemi i třetími osobami za účelem shromažďování stanovisek a jiných poznatků pro zvyšování odborné úrovně svých členů. Dalším cílem je usnadnit komunikaci mezi širokou veřejností a konkrétními znalci. Za tímto účelem shromažďuje údaje o svých členech včetně údajů o jejich odborné způsobilosti a zatížení.